# سابينو
سابينو هو لاعب كرة قدم برازيلي في مركز الدفاع، ولد في 25 أكتوبر 1996 في برازيليا في البرازيل. لعب مع نادي سانتوس.

## وصلات خارجية
- سابينو على موقع قاعدة بيانات كرة القدم.إي يو (الإنجليزية)
- سابينو على موقع Soccerway.com (الإنجليزية)